# 高村尚枝
高村 尚枝（たかむら ひさえ、1962年9月28日 - ）は、日本の女優。岡山県出身。身長154cm、体重59kg。血液型はB型。劇団文化座所属。

## 出演作品

### 舞台
- 三好十郎作『斬られの仙太』 1989年
- 三好十郎作『その人を知らず』 1990年
- 山代巴作『荷車の歌』 1991年
- 山崎朋子作『サンダカン八番娼館』 1994年
- 堀江安夫作『瞽女さ、きてくんない』 1997年
- 水上勉原作『故郷』 1998年
- 八木柊一郎作『遠い花』 1999年
- 井上ひさし作『新◎道元の冒険』（安澤事務所プロデュース＋ベニサン・ピット協力） 2000年
- ジョン・マレル作『パレードを待ちながら』（メイプルリーフ・シアタープロデュース） 2001年
- エドワード・J・ムーア作『たつのおとしご亭』 2003年
- 三好十郎作『鈴が通る」』2004年
- 福田善之脚本『二人の老女の伝説』（2005都民芸術フェスティバル参加作品） 2005年
- 鳥海二郎作『笑う招き猫』2005年
- 小林裕構成・演出『私の八月十五日』（朗読劇） 2005年

### テレビアニメ
2006年
- よみがえる空 -RESCUE WINGS-（内田みさえ）

### 吹き替え
- プライベート・フォト（2000年、ビデオ）
- シベリアの理髪師（2001年、ビデオ）
- ミッシング -サイキック捜査官-（トニ・マストリアニ 役）（2005年、BS 他）
- ER緊急救命室シーズンXI #13（座骨神経痛の女 / スラッドリー〈キラ・キツ〉 役）（2006年、NHK）